# باشگاه فوتبال العربی عربستان سعودی
باشگاه فوتبال العربی (عربی: نادی العربی) یک باشگاه فوتبال واقع در شهر عنیزه در عربستان سعودی است و اکنون در لیگ دسته اول فوتبال عربستان سعودی حضور دارد.
این باشگاه فوتبال در سال ۱۹۵۸ تأسیس شد.